# Tholi di Marte
Segue una lista dei tholi presenti sulla superficie di Marte. La nomenclatura di Marte è regolata dall'Unione Astronomica Internazionale; la lista contiene solo formazioni esogeologiche ufficialmente riconosciute da tale istituzione.
I tholi di Marte portano il nome di albedo presenti sulle mappe marziane di Eugène Michel Antoniadi e Giovanni Virginio Schiaparelli che a loro volta si rifacevano a termini della cultura classica greca e romana.
Si contano anche cinque tholi inizialmente battezzati dall'IAU e la cui denominazione è stata poi abrogata.

## Prospetto
| Tholi              | Eponimo                                              | Latitudine | Longitudine | Diametro  |
| ------------------ | ---------------------------------------------------- | ---------- | ----------- | --------- |
| Albor Tholus       | Albor                                                | 18,87° N   | 150,47° E   | 158,38 km |
| Aonia Tholus       | Aonia                                                | 59,04° S   | 279,96° E   | 53,69 km  |
| Apollinaris Tholus | Apollinaris                                          | 17,64° S   | 175,75° E   | 32,39 km  |
| Biblis Tholus      | Biblis                                               | 2,52° N    | 235,62° E   | 168,6 km  |
| Ceraunius Tholus   | Ceraunius                                            | 24° N      | 262,75° E   | 128,58 km |
| Cerberus Tholi     | Cerbero - Cane a tre teste posto a guardia dell'Ade. | 4,48° N    | 164,41° E   | 698 km    |
| Cimmeria Tholi     | Cimmeria                                             | 34,59° S   | 158,55° E   | 222,43 km |
| E. Mareotis Tholus | E. Mareotis - Mareotis orientale.                    | 35,92° N   | 274,87° E   | 4,6 km    |
| Hecates Tholus     | Ecate - Dea della magia.                             | 32,12° N   | 150,24° E   | 181,57 km |
| Hesperus Tholus    | Hesperus                                             | 37,56° S   | 138,72° E   | 135 km    |
| Issedon Tholus     | Issedon                                              | 36,05° N   | 265,17° E   | 54,53 km  |
| Jovis Tholus       | Jovis                                                | 18,2° N    | 242,59° E   | 58,07 km  |
| Mohe Tholi         | Mohe - Cratere in prossimità dei tholi.              | 24,69° N   | 110,13° E   | 5,97 km   |
| N. Mareotis Tholus | N. Mareotis - Mareotis settentrionale.               | 36,38° N   | 273,79° E   | 3,58 km   |
| Newton Tholus      | Newton - Cratere in prossimità dei tholus.           | 40,48° S   | 194,89° E   | 80,39 km  |
| Nia Tholus         | Nia                                                  | 6,59° S    | 285,05° E   | 34,01 km  |
| Nili Tholus        | Nilo - Fiume del nord Africa.                        | 9,15° N    | 67,35° E    | 7 km      |
| Noctis Tholus      | Noctis                                               | 12,3° S    | 261,8° E    | 18 km     |
| Scandia Tholi      | Scandinavia - Regione del nord Europa.               | 73,91° N   | 201,28° E   | 398,27 km |
| Sinai Tholus       | Sinai                                                | 15,54° S   | 279,97° E   | 200 km    |
| Sirenum Tholus     | Sirenum                                              | 34,64° S   | 215,21° E   | 53,9 km   |
| Sisyphi Tholus     | Sisifo - Mitico fondatore di Corinto.                | 75,68° S   | 341,47° E   | 27,52 km  |
| Tharsis Tholus     | Tharsis                                              | 13,25° N   | 269,31° E   | 149,3 km  |
| Ulysses Tholus     | Ulisse - Mitico re di Itaca.                         | 2,96° N    | 238,5° E    | 102,47 km |
| Uranius Tholus     | Uranius                                              | 26,25° N   | 262,43° E   | 61,39 km  |
| W. Mareotis Tholus | W. Mareotis - Mareotis occidentale.                  | 35,56° N   | 272,04° E   | 13,19 km  |
| Wenjiashi Tholi    | Wenjiashi - Cratere in prossimità dei tholi.         | 24,75° N   | 109,77° E   | 22,03 km  |
| Yaodian Tholus     | Yaodian - Cratere in prossimità del tholus.          | 25.16° N   | 109.86° E   | 0,8 km    |
| Zephyria Tholus    | Zephyria                                             | 19,75° S   | 172,92° E   | 35,95 km  |

## Nomenclatura abolita
| Tholi            | Eponimo   | Latitudine | Longitudine | Diametro | Motivazione                                      |
| ---------------- | --------- | ---------- | ----------- | -------- | ------------------------------------------------ |
| Australis Tholus | Australis | 58,7° S    | 37° E       | 40 km    | Abolito.                                         |
| Charitum Tholus  | Charitum  | 54,68° S   | 319° E      | 0 km     | Riclassificato come mons e denominato Oceanidum. |
| Iaxartes Tholus  | Iaxartes  | 71,8° N    | 345° E      | 53 km    | Abolito.                                         |
| Kison Tholus     | Kison     | 72,81° N   | 2° E        | 50 km    | Abolito.                                         |
| Ortygia Tholus   | Ortygia   | 69,78° N   | 352° E      | 100 km   | Abolito.                                         |